# Haus Conrath

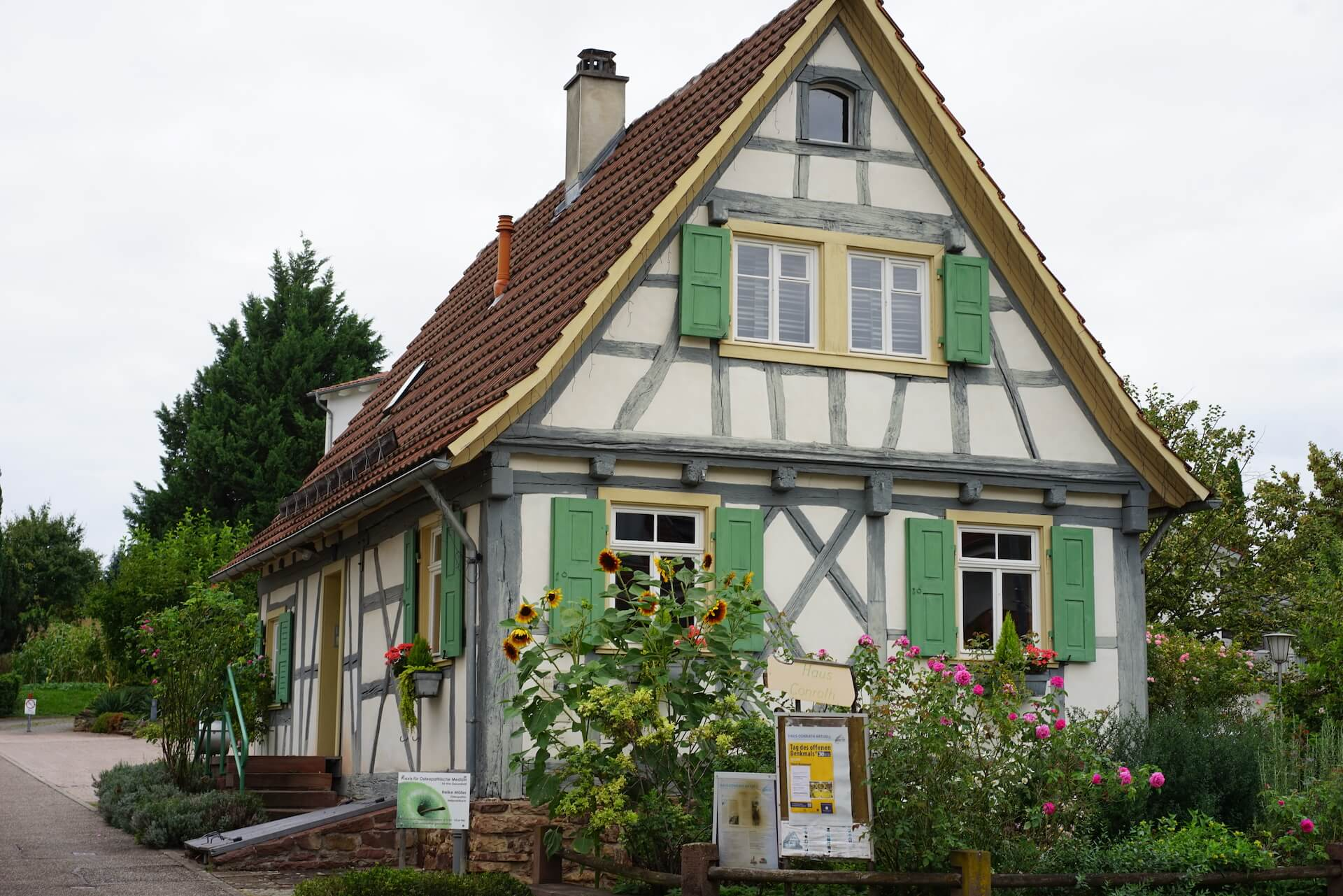
Haus Conrath (2023)

Das Haus Conrath ist eins der ältesten erhaltenen Häuser in der Ortschaft Langensteinbach der Gemeinde Karlsbad im Landkreis Karlsruhe. Eine dendrochronologische Untersuchung durch die Universität Hohenheim hat belegt, dass die Entstehung des Hauses bis in das Jahr 1662 zurückgeht. Das Haus Conrath ist ein Gebäude der evangelischen Kirchengemeinde Langensteinbach. Es wurde im Jahr 2006 von der Denkmalstiftung Baden-Württemberg zum Denkmal des Monats gekürt.

## Architektur
Das Haus Conrath ist ein Fachwerkhaus mit Andreaskreuzen mit unsymmetrischem giebelseitigem Rautenmuster und langen Fußstreben im Obergeschoss. Bei der Konstruktion wurde auf eine Schellen-Riegel-Konstruktion gesetzt, die senkrechte Holzbalken als Ständer für waagrechte Balken verwendet.